# Life on Top
Life on Top – amerykański serial erotyczny emitowany na antenie stacji Cinemax w latach 2009–2011.
Serial powstał na podstawie powieści Clary Darling pod tym samym tytułem. Został wyemitowany przez Cinemax od 3 października 2009 do 1 kwietnia 2011 i składa się z 26 odcinków podzielonych na dwa sezony. Fabuła skupia się na życiu czterech młodych pracownic korporacji na Manhattanie, w szczególności ich erotycznych przeżyciach.
Chociaż produkcja klasyfikowana jest jako amerykańska, większość zdjęć kręcono w Bukareszcie w Rumunii przy pomocy firmy produkcyjnej Castel Film Romania, a zdecydowana większość obsady drugoplanowej pokazanej w napisach końcowych to Rumuni.
W 2015 roku, cztery lata po zakończeniu emisji, Life on Top zostało sparodiowane w spektaklu Porn Minus Porn grupy Under the Gun Theatre, w którym aktorzy parodiują softcore porno, czytając z kartki dialogi z serialu.

## Obsada
- Heather Vandeven – Bella Marie[1]
- Mary LeGault – Sophie Beale[1]
- Krista Ayne – Maya[1]
- Mia Presley – Cassia[1]
- Jayden Cole – Melissa[1]
- Brandin Rackley – Regina[1]

## Spis odcinków

### Sezon 1 (2009)
| Nr odcinka | Nr w sezonie | Tytuł                      | Reżyseria      | Scenariusz    | Data premiery        |
| ---------- | ------------ | -------------------------- | -------------- | ------------- | -------------------- |
| 1          | 1            | Sister Act                 | Coco Ginsberg  | Charles Kline | 3 października 2009  |
| 2          | 2            | Working Girls              | Kenny Golde    | Jess Roman    | 10 października 2009 |
| 3          | 3            | Shoegasm                   | James Michaels | Zoey Savage   | 17 października 2009 |
| 4          | 4            | Ménage a Top               | Coco Ginsberg  | Charles Kline | 24 października 2009 |
| 5          | 5            | Tied Up, But Not Tied Down | Kenny Golde    | Zoey Savage   | 30 października 2009 |
| 6          | 6            | Girls Night Out            | Coco Ginsberg  | Jess Roman    | 7 listopada 2009     |
| 7          | 7            | Down for the Count         | Kenny Golde    | Charles Kline | 14 listopada 2009    |
| 8          | 8            | First Date                 | James Michaels | Jess Roman    | 21 listopada 2009    |
| 9          | 9            | Blame It on Brazil         | Coco Ginsberg  | Zoey Savage   | 28 listopada 2009    |
| 10         | 10           | Birthday Suit              | Kenny Golde    | Charles Kline | 5 grudnia 2009       |
| 11         | 11           | Growing Pains              | James Michaels | Zoey Savage   | 12 grudnia 2009      |
| 12         | 12           | All In                     | Kenny Golde    | Jess Roman    | 19 grudnia 2009      |
| 13         | 13           | Happy Endings              | Coco Ginsberg  | Charles Kline | 26 grudnia 2009      |

### Sezon 2 (2011)
| Nr odcinka | Nr w sezonie | Tytuł                | Reżyseria  | Scenariusz    | Data premiery    |
| ---------- | ------------ | -------------------- | ---------- | ------------- | ---------------- |
| 14         | 1            | Ready to Rock        | Jared West | Charles Kline | 7 stycznia 2011  |
| 15         | 2            | Inner Animal         | Jared West | Jess Roman    | 14 stycznia 2011 |
| 16         | 3            | Vajazzled            | n/n        | n/n           | 21 stycznia 2011 |
| 17         | 4            | Sextacular           | n/n        | n/n           | 28 stycznia 2011 |
| 18         | 5            | Ladies Night         | n/n        | n/n           | 4 lutego 2011    |
| 19         | 6            | Wedding Sex          | n/n        | n/n           | 12 lutego 2011   |
| 20         | 7            | Farmer and the Bella | n/n        | n/n           | 18 lutego 2011   |
| 21         | 8            | The Phucket List     | n/n        | n/n           | 26 lutego 2011   |
| 22         | 9            | The Ex-Files         | n/n        | n/n           | 5 marca 2011     |
| 23         | 10           | Blackout             | n/n        | n/n           | 12 marca 2011    |
| 24         | 11           | Bad Luck Chuck       | n/n        | n/n           | 19 marca 2011    |
| 25         | 12           | The Angelina Effect  | n/n        | n/n           | 25 marca 2011    |
| 26         | 13           | Exhibitionist        | n/n        | n/n           | 1 kwietnia 2011  |